# 尖副繐唇魮
尖副繐唇魮（学名：Paracrossochilus acerus）是輻鰭魚綱鯉形目鯉科的其中一個種，分布於亞洲馬來西亞及婆羅洲北部，體長可達9.5公分，棲息在中底層水域。